# Список серий аниме Monster
Аниме-версия манги Monster состоит из 74-х серий, которые транслировались с 7 апреля 2004 года по 28 сентября 2005 года на японском телеканале NTV.

## Завязка
| 1 | Господин доктор Тэнма «Heru Dr. Tenma» (ヘルＤｒ．テンマ)             | 6 апреля 2004 года  |
| Йохан Либерт в тяжелом состоянии доставлен в больницу, и доктор Тэнма проводит операцию вопреки воле директора, который утверждал, что куда важнее спасти жизнь мэра города. |                                                                       |                     |
| 2 | Падение «Tenraku» (転落)                                              | 13 апреля 2004 года |
| Доктору Тэнме отказано в повышении, Ева Хайнеманн выкидывает его обручальное кольцо. Тэнма не падает духом, проводит много времени у постели Йохана и однажды в запале бросает такую фразу: «Эти корыстолюбивые люди достойны смерти!» Через некоторое время умирает директор госпиталя, а также двое врачей. Йохан и Анна исчезают. |                                                                       |                     |
| 3 | Дело об убийстве «Satsujin Jiken» (殺人事件)                          | 20 апреля 2004 года |
| Ева Хайнеманн, оставшись без отца, пытается помириться с доктором Тэнмой, но безуспешно. Проходит девять лет. Инспектор Рунге расследует убийство, и улики выводят его на взломщика Адольфа Юнкерса. Как оказалось, Адольф Юнкерс попал под машину, его оперировал доктор Тэнма. |                                                                       |                     |
| 4 | Ночь расплаты «Shokei no Yoru» (処刑の夜)                             | 27 апреля 2004 года |
| Инспектор Рунге безуспешно допрашивает Юнкерса, но тот слишком боится «монстра», чтобы что-то рассказать. Рунге приставляет к Юнкерсу полицейского и обещает прийти позже. Через некоторое время Тэнма случайно возвращается в больницу и видит, что полицейский мертв, а Юнкерс бежал. Доктор ищет своего подопечного и встречается с «монстром» — уже взрослым Йоханом. Йохан, убивает Юнкерса и с улыбкой говорит, что заново родился благодаря Тэнме и считает его отцом. Тэнма осознает, что его благородные побуждения вернули к жизни настоящее чудовище.                                                                                                |                                                                       |                     |
| 5 | Девушка из Гейдельберга «Heidelberg no Shoujo» (ハイデルベルグの少女) | 4 мая 2004 года     |
| Появляется симпатичная молодая девушка Нина Фортнер. Очевидно, что в детстве она пережила какие-то страшные события, которые до сих пор не дают ей покоя. Внезапно кто-то начинает писать Нине на электронную почту: «Подожди немного, я заберу тебя». Нина радуется и думает, что за ней примчится «принц на белом коне». В свою очередь, доктор Тэнма начинает своеобразное расследование и изучает детство Йохана. Благодаря старому слепому военному, он узнает, что Йохан разлучился с сестрой в Гейдельберге и обещал вернуться за ней, когда девушке исполнится двадцать лет. Становится ясно, что Нина — и есть пропавшая девять лет назад Анна Либерт. |                                                                       |                     |
| 6 | Прощальная записка (失踪記事)                                         | 11 мая 2004 года    |
| Доктор Тэнма с помощью Маурера ищет в архивах упоминания об Анне Либерт и выясняет, что сегодня — двадцатилетие Анны. Нина Фортнер получает электронное сообщение от неизвестного адресата: ей предлагают встретиться в семь вечера в Гейдельбергском замке. Тэнма и Маурер несутся к дому Анны/Нины. Маурер остается, чтобы вызвать полицию, а доктор Тэнма отправляется к замку и выручает Нину. |                                                                       |                     |
| 7 | Дом, где произошла трагедия (惨劇の館)                                | 18 мая 2004 года    |
| Нина и доктор Тэнма возвращаются домой, но Маурер и родители Нины уже мертвы. Появляются полицейские, якобы получившие срочный вызов, но их поведение слишком подозрительно, и Тэнма организует побег. Нина вспоминает прошлое: они с братом часто жили в разных семьях, но приёмные родители умирали один за другим. Анна догадалась, в чем дело, и попыталась застрелить брата. Так они и оказались в больнице, на руках у доктора Тэнмы. Анна сбегает от Тэнмы. |                                                                       |                     |
| 8 | В бегах «Owarerumi» (追われる身)                                      | 25 мая 2004 года    |
| Инспектор Рунге расследует убийства, серьёзно подозревая доктора Тэнму. Сам Тэнма возвращается в больницу, к своей работе. Внезапно его навещает Ева Хайнеманн, которая решила возобновить романтические отношения десятилетней давности. Тэнма отказывает. Он сбегает от Рунге и полицейских машин, чтобы посвятить себя новому делу: поиску и убийству Йохана. |                                                                       |                     |

## Доктор Тэнма начинает поиски
| 9 | Старый солдат и маленькая девочка (老兵と少女)                                                                                  | 1 июня 2004 года  |
| Тэнма обучается стрельбе у Хьюго Бернхарда. | |                   |
| 10 | Прошлое, которые было стерто «Kesareta Kako» (消された過去)                                                                     | 8 июня 2004 года  |
| Доктор Тэнма сталкивается с Отто, который приводит его в квартиру Йохана. Там сидит полусумасшедшая жертва Йохана, убивавшая по его приказу. Йохан даже оставил Тэнме сообщение: «Смотри! Монстр внутри меня стал таким большим!» Тэнма спасает жизнь раненому террористу. | |                   |
| 11 | Киндерхейм 511 «511 Kinderheim» (511キンダーハイム)                                                                             | 15 июня 2004 года |
| Выясняется, что Йохан когда-то жил в детском доме под названием Киндерхейм 511. Доктор Тэнма приходит к Хартманну, который раньше работал в этом детском доме, а теперь живет один, жестоко избивает единственного оставшегося ребенка (Дитера) и внушает мальчишке, что жизнь ужасна, а люди друг другу враги. | |                   |
| 12 | Маленький эксперимент «Sasayaka na Jikken» (ささやかな実験)                                                                     | 22 июня 2004 года |
| Тэнма узнает всё про Киндерхейм 511 — специальную лабораторию, где из детей пытались сделать супер-солдат. Эксперимент закончился тем, что дети и преподаватели перебили друг друга, а Йохан просто сидел и наслаждался зрелищем. Теперь же Хартманн, восхищавшийся Йоханом, хочет сделать второго Йохана из Дитера. Тэнма забирает Дитера. | |                   |
| 13 | Петра и Шуман «Petra to Schumann» (ペトラとシューマン)                                                                          | 29 июня 2004 года |
| Тэнма вместе с доктором Шуманом спасают жизнь старой женщины по имени Петра. | |                   |
| 14 | Единственный оставшийся мужчина, единственная оставшаяся женщина «Nokosareta Otoko ・ Nokosoreta Onna» (残された男・残された女) | 6 июля 2004 года  |
| Ева страдает в одиночестве, часто вспоминает Тэнму и пытается завести роман с садовником, от которого уходит жена. Но жена возвращается — и Ева остается ни с чем. Разъяренная женщина сжигает собственный дом и мечтает только об одном: отомстить Тэнме Кэндзо. Инспектор Рунге настолько погружен в работу, что от него уходят жена и беременная дочь, а он сам доводит подозреваемого до самоубийства. Из-за этого начальник отстраняет Рунге от всех дел. Остается одно — искать доктора Тэнму. Ева и инспектор Рунге решают объединить усилия. | |                   |

## События в турецком квартале
| 15 | Детка, стань моей «Be My Baby» (ビー・マイ・ベイビー) | 13 июля 2004 года |
| Нина Фортнер разыскивает Йохана, чтобы убить. За помощью она обращается к так называемому «Детке», главарю местной нацистской группировки. Как выяснилось, «Детка» собирается поджечь город в качестве подарка Йохану: в мире должна править только одна, чистая раса, а турецкий квартал должен быть стерт с лица земли. Тэнму захватывают в плен. |                                                       |                   |
| 16 | Признание Вольфа «Wolf no Kokuhaku» (ヴォルフの告白)  | 20 июля 2004 года |
| Нина переговаривается с Айше и узнает, что «Детка» собирается устроить пожар. Доктора Тэнму и Дитера, который попался бандитам «Детки», отвозят к генералу Вольфу. По дороге Тэнма освобождает Дитера и велит бежать в город, чтобы предотвратить поджог. Вольф рассказывает, что после побега Йохана и Анны из больницы (2 серия аниме) именно он нашел детей на границе. Фактически, спас обоим жизнь. Йохан отблагодарил по своему: сначала умерла жена генерала, затем дети, затем родственники, затем все сторонники и друзья. Вольф хочет убить Йохана и просит помощи Тэнмы. Дитер вместе с Отто опять в плену у сообщников «Детки». |                                                       |                   |
| 17 | Воссоединение «Saikai» (再会)                         | 27 июля 2004 года |
| Связанные Дитер и Отто чуть не погибают при пожаре, но их спасает Нина. Вместе Дитеру, Нине и Тэнме удается предотвратить катастрофу, никто из жителей не пострадал. Йохан оставляет послание: «Помогите! Монстр скоро выйдет наружу». Значит ли это, что у Йохана раздвоение личности? |                                                       |                   |

## Фрейхам, появление Роберто и Руди Гиллена
| 18 | Пятая ложка сахара «Gohaime no Satou» (五杯目の砂糖)   | 3 августа 2004 года   |
| Нина встречается со старым знакомым, господином Россо. Полгода назад она устроилась в ресторан Россо, зная, что он бывший наемный убийца. Нина хотела научиться убивать, но так и не решилась обратиться к Россо с подобной просьбой. |                                                        |                       |
| 19 | Тёмные глубины монстра (怪物の深淵)                    | 10 августа 2004 года  |
| Доктор Тэнма обращается к Руди Гиллену, профессионалу в области криминальной психологии. Тэнма хочет знать, действительно ли у Йохана раздвоение личности или Йохан просто издевается над своими преследователями. Руди не верит Тэнме и звонит в полицию, но затем меняет мнение и даже помогает организовать побег. |                                                        |                       |
| 20 | Путь во Фрейхам «Freiham no Tabi» (フライハムへの旅)   | 17 августа 2004 года  |
| Рассказывается история мистера и миссис Джонс, которые приехали в Германию к сыну, совершившему убийство. |                                                        |                       |
| 21 | Замечательный отдых «Shiawasena Kyujitsu» (幸せな休日) | 24 августа 2004 года  |
| Нина/Анна находит Михаэля Мюллера и хочет отомстить за смерть своих родителей. Михаэль женился и решил покончить с преступной карьерой, так что у Нины просто не поднимается рука совершить убийство. К сожалению, Михаэль все равно погибает, спасая Нине жизнь. |                                                        |                       |
| 22 | Ловушка Рунге «Lunge no Wana» (ルンゲの罠)             | 31 августа 2004 года  |
| Инспектор Рунге расследует очередное дело. Всё указывает на работу Йохана: убита пожилая бездетная пара. Вскоре выясняется, что Йохан ни при чём, просто разорившийся племянник (Гибель) решил ускорить получение богатого наследства. Однако доктор Тэнма этого не знает и приезжает в поисках Йохана. Рунге устраивает ловушку и пытается застрелить Тэнму, но сам чуть не погибает от руки Гибеля. Тэнма спасает Рунге жизнь и опять сбегает. |                                                        |                       |
| 23 | Признание Евы «Eva no Kokuhaku» (エヴァの告白)         | 7 сентября 2004 года  |
| Ева разыскивает доктора Тэнму и встречается с Роберто, убийцей Михаэля Мюллера. Она сознается, что в Дюссельдорфе видела Йохана собственными глазами (4 серия аниме). |                                                        |                       |
| 24 | Обеденный стол «Freiham no Tabi» (男達の食卓)          | 14 сентября 2004 года |
| Ева обещает Роберто, что убьет Тэнму Кэндзо, но спасает жизнь своему бывшему жениху. Однако она получила ранение и остается на вилле Хейтмейера. |                                                        |                       |

## Йохан в Мюнхенском университете

### Смерть Рихарда Брауна
| 25 | Мальчик по четвергам (Extra1 発端)                        | 28 сентября 2004 года |
| Действие перемещается в Мюнхен. Карл Нойманн — сын миллионера, но никак не может признаться в этом своему отцу. Вскоре он узнает, что некто Эдмунд уже объявил себя сыном Шуберта и наследником огромного состояния. Карл и Лотта (девушка из Мюнхенского университета) хотят объясниться с Эдмундом, но оказывается, что парень повесился в собственной комнате. Карл знакомится с другим студентом, Йоханом Либертом. |                                                           |                       |
| 26 | Тайный лес «Himitsu no Mori» (秘密の森)                   | 5 октября 2004 года   |
| Господин Шуберт впал в депрессию, потому что верил, что Эдмунд — его настоящий сын. Прийти в себя ему помогают Карл, Лотта и Йохан. Йохан ведет себя абсолютно нормально. |                                                           |                       |
| 27 | Доказательство «Shouko no Shina» (証拠の品)               | 12 октября 2004 года  |
| Рихарда Брауна преследует призрак убитого подростка. Тот был серийным убийцей и насильником, а Рихард застрелил его, будучи в нетрезвом состоянии. Теперь детектив завязал с алкоголем, мучается угрызениями совести, ходит к психологу, доктору Рейхвайну, и мечтает заслужить свидание с дочерью. Йохан рассказывает Гансу Шуберту, что Карл Нойманн — его сын. |                                                           |                       |
| 28 | Только одно дело «Tada Hitotsu no Jiken» (ただ一つの事件) | 19 октября 2004 года  |
| Рихард изучает свои старые дела и приходит к выводу, что везде замешан один и тот же человек — Йохан. Он также понимает, что Йохан хотел уничтожить всех друзей Шуберта (и мать Карла Нойманна), чтобы старик оказался в полной изоляции. Они понимают, что Йохан — не миф. Доктор Рейхвайн пишет Руди Гиллену. |                                                           |                       |
| 29 | Казнь «Shokei» (処刑)                                     | 26 октября 2004 года  |
| Рихард находит кладбище Йохана Либерта. Выходит, что тот умер через два года после рождения. Руди Гиллен допрашивает своего пациента Юргенса. Юргенс, прежде чем совершить самоубийство, признается, что на преступления его подталкивал друг по имени Йохан. Вечером к детективу Рихарду, который по телефону разговаривает с дочерью, заходит Йохан. Он отводит Рихарда на крышу высотного здания и говорит: «Вы убили мальчишку в пьяном состоянии, но никто не видел, как вы пили перед убийством. Только после. Значит, вы не были пьяны? Значит, вы совершили самосуд?» Затем Йохан предлагает шокированному Рихарду бутылку виски. Рихард напивается и бросается с крыши. |                                                           |                       |
| 30 | Твердое решение «Aru Ketsui» (ある決意)                   | 2 ноября 2004 года    |
| Руди Гиллен и Рейхвайн согласны, что Рихард не стал бы просто так напиваться. Рейхвайн хочет отомстить за смерть друга и начинает сам расследовать дело Йохана. К нему на прием приходит некто Хессе, который оказывается убийцей Роберто. Доктора выручает Тэнма Кэндзо. |                                                           |                       |

### Открытие библиотеки
| 31 | На свет божий «Hakujitsu no moto e» (白日の下へ)      | 9 ноября 2004 года   |
| Рейхвайн показывает Тэнме Йохана, который всюду сопровождает Карла и миллионера Шуберта. Тэнма готовится убить Йохана. Инспектор Рунге допрашивает Руди Гиллена и абсолютно уверен в виновности доктора Тэнмы. |                                                       |                      |
| 32 | Святилище (聖域)                                      | 16 ноября 2004 года  |
| Лотта знакомится с Ниной, изучающей убийство настоящей Марго Лангер. Они вместе идут на дискотеку. Лотта замечает, что Нина очень похожа на Йохана. Тэнма тренируется со снайперской винтовкой. |                                                       |                      |
| 33 | Эпизоды из детства (子供の情景)                       | 23 ноября 2004 года  |
| Дети начали прыгать с крыш. С одним из выживших (Мартином) знакомится Дитер. Мартин рассказывает, что это такая дуэль: дети встают на крышу друг напротив друга, тот, кто выжил, считается выигравшим. Игра, в которую их научил играть Йохан. Йохан также рассказал им, что скоро будет застрелен японским парнем. Йохан выбирает книгу в библиотеке и теряет создание. |                                                       |                      |
| 34 | В конце тьмы «Yami no Hate» (闇の果て)                | 30 ноября 2004 года  |
| Фальшивая Марго Лангер шантажирует Йохана, но её убивает «возлюбленный» Роберто. |                                                       |                      |
| 35 | Безымянный герой «Nanashi no Hero» (名なしのヒーロー) | 7 декабря 2004 года  |
| Рунге пытается понять ход мыслей Тэнмы, доктор Рейхвайн и Руди Гиллен — ход мыслей Йохана. Рейхвайн рассказывает правду приёмным родителям Йохана и уговаривает их бежать. Безуспешно. Лотта переводит чехословацкую сказку, из-за которой Йохан потерял сознание. Доктор Тэнма занимает стратегическую позицию с винтовкой. |                                                       |                      |
| 36 | Монстр хаоса (混沌の怪物)                             | 14 декабря 2004 года |
| Тэнма Кэндзо со снайперской винтовкой прячется в библиотеке и вспоминает детство, когда он писался в штаны и его прозвали «Мокрые трусы». Доктор Рейхвайн устраивает встречу с господином Шубертом. Шуберт говорит, что Йохан в каком-то смысле воплотил его идеал и цитирует слова из Откровения Иоанна Богослова: «Кто подобен зверю сему? И кто может сразиться с ним?» Только монстр может победить монстра. Инспектор Рунге по-прежнему считает, что у Тэнмы раздвоение личности, а Йохан — плод его воображения. Он приходит к выводу, что Тэнма собирается убить Ганса Георга Шуберта. Лотта приносит Нине книгу, из-за которой Йохан упал в обморок, — сказку. |                                                       |                      |

### «Монстр, у которого не было имени»

Нина Фортнер держит книгу «Монстр, у которого не было имени». Название на обложке написано на чешском языке. Этот длинноносый монстр появляется в эндинге (конечной заставке) всех серий аниме.

Давным-давно, жил-был монстр, у которого не было имени. Монстр очень, очень хотел получить имя, поэтому он решил отправиться в путешествие и найти себе имя. Но мир слишком большой. И тогда монстр разделился на две половинки, которые пошли в разные стороны. Одна на восток, другая на запад. Монстр, который пошел на восток, набрел на деревню. Там жил толстый Кузнец.
− О, господин Кузнец, пожалуйста, дай мне своё имя! − попросил монстр.
− Отдать имя? Ни за что!
− Если ты отдашь мне имя, я залезу в тебя и сделаю тебя очень сильным.
− Правда? Ну что ж, раз я могу стать сильнее, то отдам тебе имя.
Безымянный монстр залез в кузнеца и стал кузнецом, по имени Отто. Отто сделался самым сильным человеком в деревне. Но однажды… «Смотрите, смотрите! Монстр внутри меня стал таким большим!» Чавк-чавк, кусь-кусь, хрум-хрум… Глоток. Проголодавшийся монстр скушал Отто изнутри. И опять стал монстром без имени. Даже когда он залез в сапожника по имени Ганс… Чавк-чавк, кусь-кусь, хрум-хрум… Глоток. Он опять стал монстром без имени. И даже когда залез в охотника по имени Томас… Чавк-чавк, кусь-кусь, хрум-хрум… Глоток. Монстр пошел дальше, увидел замок и решил, что там найдет себе самое прекрасное имя. В башне лежал больной мальчик, принц.
− Если ты отдашь мне имя, я сделаю тебя сильнее! − сказал монстр.
− Если я могу выздороветь и стать сильным, я дам тебе своё имя, − ответил мальчик.
Монстр залез в мальчика, и тот снова стал здоровым. Король очень обрадовался: «Принц выздоровел! Принц выздоровел!» Монстру очень нравилось имя мальчика и нравилось жить в замке. Поэтому он сдерживал свой голод. С каждым днем есть хотелось всё сильнее и сильнее, но монстр сдерживался. К сожалению, однажды он так проголодался, что… «Смотрите, смотрите! Монстр внутри меня стал таким большим!» Принц съел всех вокруг: и слуг, и своего отца, короля. Чавк-чавк, кусь-кусь, хрум-хрум… Глоток. В замке никого не осталось, поэтому мальчик снова отправился в путешествие. Он шел много, много дней, и однажды встретил второго монстра — того, кто отправился на запад.
− Я получил имя. Очень красивое имя.
− Тебе не нужно имя, − ответил второй монстр. − Ты можешь жить счастливо и без имени. В конце-концов, мы — монстры, у которых нет имени.
Тогда первый монстр съел своего товарища. И хотя теперь он получил имя, не осталось никого, кто мог бы называть его по этому имени. А ведь имя было таким красивым — Йохан.

### Пожар
| 37 | Монстр, у которого не было имени «Namae no nai Kaibutsu» (なまえのないかいぶつ) | 11 января 2005 года |
| Нина вместе с Лоттой читает сказку о монстре, мечтающем получить имя. Она понимает, что все это время была рядом с Йоханом и несется в библиотеку. Тэнма собирается с духом, чтобы выстрелить, но винтовку отнимает Роберто. Йохан передумал убивать Шуберта — он организовал пожар в библиотеке.                    |                                                                                 |                     |
| 38 | Дьявол в моих глазах «Waga me no Akuma» (我が目の悪魔)                          | 18 января 2005 года |
| Тэнма застрелил Роберто, но вместо того, чтобы убить Йохана, начал спасать людей из пожара. Затем он возвращается к Йохану, но не может нажать на спусковой крючок. Прибегает Нина. Она стреляет несколько раз и промахивается. Библиотечные своды обрушиваются и погребают под собой Нину и господина Шуберта.      |                                                                                 |                     |
| 39 | Ад перед его глазами «Me no Naka no Jigoku» (目の中の地獄)                      | 25 января 2005 года |
| Йохан и его приемные родители пропали. Нина отдыхает у доктора Рейхвайна вместе с Дитером, Лоттой и Руди Гилленом, а затем вместе с Дитером сбегает в Дрезден. Ганс Шуберт тоже отправляет Карла в Дрезден, чтобы передать Тэнме послание («Мост Седок, три жабы») и устное сообщение: мать близнецов живет в Праге. |                                                                                 |                     |

## Расследование Гриммера
| 40 | Гриммер «Grimmer» (グリマー)                                | 1 февраля 2005 года  |
| Тэнма едет в Прагу по подложному паспорту и чуть не схвачен пограничниками. В поезде он знакомится с Гриммером, который много читал о Тэнме и верит в его невиновность. Гриммер приезжает в Прагу и находит бывшего директора Киндерхейма 511, скрывающегося под именем Петров. |                                                             |                      |
| 41 | Призрак 511 (511の亡霊)                                     | 8 февраля 2005 года  |
| Нина убивает Петрова, но тот успевает передать Гриммеру ключ от сейфа, где хранятся кассеты с сохранившейся информацией. Выяснилось, что именно Йохан принес в Киндерхейм 511 ненависть и злобу, поэтому дети поубивали друг друга. |                                                             |                      |
| 42 | Приключения Штайнера Великолепного (超人シュタイナーの冒険) | 15 февраля 2005 года |
| Гриммера пытают, чтобы узнать, где спрятан ключ. Его выручает Нина. |                                                             |                      |
| 43 | Детектив Сук (スーク刑事)                                   | 22 февраля 2005 года |
| Ян Сук расследует убийство своего инспектора Филипа Земана (члена StB) и подозревает Гриммера. В баре детектив знакомится с Ниной. |                                                             |                      |
| 44 | Две тьмы «Suk Keiji» (二つの闇)                             | 1 марта 2005 года    |
| В полицейском участке отравлены несколько детективов. Ян Сук встречается с Гриммером и понимает, что этот человек не способен на хладнокровное убийство. Гриммер доверяет Суку ключ от сейфа. Сук всё сильнее влюбляется в Нину, которая представляется как Анна Либерт, и проговаривается о ключе. А Анна, на самом деле, — переодетый Йохан. |                                                             |                      |
| 45 | Послевкусие монстра (怪物の残像)                            | 8 марта 2005 года    |
| Полиция установила наблюдение за Яном Суком, который как раз встречается с Гриммером. Сук и Гриммер достают из сейфа бумаги и аудиокассету и прослушивают беседу с Йоханом, рассказывающим сказку «Монстр, у которого не было имени». По возвращении домой Сука допрашивают полицейские. Появляется «Анна Либерт» (Йохан) и убивает всех, кроме Сука. Она также не трогает Гриммера.                                                                                |                                                             |                      |
| 46 | Точка соприкосновения (接点)                                | 15 марта 2005 года   |
| В убийстве полицейских обвинили Сука, а Тэнма сразу понимает, что замешан Йохан. Сук и Гриммер скрываются в заброшеном доме, их подвергают обстрелу и требуют отдать аудиокассету. Сук получает три огнестрельных ранения, тогда Гриммер, воспитанник Киндерхейма 511, теряет контроль и зверски избивает преследователей. Появляется Тэнма и оказывает Суку первую помощь.                                                                                         |                                                             |                      |
| 47 | Кошмарная дверь «Akuma no Tobira» (悪魔の扉)                | 22 марта 2005 года   |
| Приезжает настоящая Нина с Дитером. Она находит «Три жабы», теперь это нежилое здание. |                                                             |                      |
| 48 | Самое страшное «Ichiban Kowaimono» (一番怖いもの)           | 29 марта 2005 года   |
| Йохан, переодетый в девушку («Анну»), прослушивает злополучную кассету, которую Сук оставил матери. Затем он стирает часть плёнки. Инспектор Рунге приезжает в Прагу и случайно узнает про дело Яна Сука. Рунге сразу чувствует, что ситуация очень похожа на отравление врачей в больнице Хайнеманна и выходит на след Франца Бонапарты, автора сказки про монстра. Он находит альбом набросков Бонапарты, среди которых есть близнецы и женщина, похожая на Анну. |                                                             |                      |
| 49 | Самое жестокое «Ichiban Zankokuna koto» (一番残酷なこと)    | 5 апреля 2005 года   |
| «Анна» (Йохан) чуть не доводит до самоубийства ребенка, но Гриммер и доктор Тэнма вовремя вмешиваются. |                                                             |                      |
| 50 | Особняк роз «Bara no Yashiki» (バラの屋敷)                  | 12 апреля 2005 года  |
| Рунге находит «Особняк роз», в котором Франц Бонапарта проводил чтение своих сказок. Над камином висит портрет матери Анны и Йохана. Гриммер собирается отправить в полицию послание, в котором описывает преступление Яна Сука и берет вину на себя. Тэнму ловит полиция. |                                                             |                      |

## Тюремное заключение Тэнмы
| 51 | Любовное послание монстра «Kaibutsu no Love Letter» (怪物のラブレター) | 19 апреля 2005 года |
| Тэнма заключен под стражу. Доктор Рейхвайн уговаривает Еву дать показания и рассказать, что она видела Йохана в день убийства Адольфа Юнкерса. За картиной в «Особняке роз» Рунге находит записку и понимает, что Йохан в действительности существует. |                                                                        |                     |
| 52 | Адвокат (脱獄囚・弁護士)                                               | 26 апреля 2005 года |
| Для Тэнмы находят самого лучшего адвоката — Фрица Вардемана. В день, когда жена Вардемана рожает, его подменяет другой адвокат, по имени Баул. Это выживший после пожара Роберто.                                                                      |                                                                        |                     |
| 53 | Решение «Ketsui» (決意)                                                | 3 мая 2005 года     |
| Роберто сообщает Тэнме, что собирается убить Еву, ведь она видела Йохана. Тэнма пугается, признает все обвинения и решает организовать побег из тюрьмы.                                                                                                |                                                                        |                     |
| 54 | Побег «Dassou» (脱走)                                                  | 10 мая 2005 года    |
| Тэнма сбегает и кидается на поиски Евы. Ева узнает голос Роберто и понимает, что её хотят убить. |                                                                        |                     |

## Особняк роз
| 55 | Комната 402 «402 Goushitsu» (402号室)   | 17 мая 2005 года |
| Рунге приходит к адвокату Вардеману и спрашивает об отце. Отец Фрица часто ходил в «Особняк роз» и был знаком с Францем Бонапартой. Вардеман кричит, что его отец никогда не был шпионом. На самом деле, он был шпионом, и у Вардемана сохранилась отцовская книжечка с именами и секретной информацией. Тэнма, подозревающий всех, угрожает Вардеману пистолетом и требует сказать, где Ева. Вардеман, конечно, никак не связан с «Баулом» (Роберто). Он отдает Тэнме книжечку. |                                         |                  |
| 56 | Бесконечное путешествие «Owaranai Tabi» | 24 мая 2005 года |
| Нина и Дитер приходят в «Особняк роз», Нина пытается вспомнить прошлое и теряет сознание. Её подбирает Яромир Липский. Затем Йохан сжигает особняк до тла, полив пол керосином. |                                         |                  |
| 57 | Той ночью «Ano hi no Yoru» (あの日の夜) | 31 мая 2005 года |
| Нина вспоминает события той ночи, когда она выстрелила в Йохана. Оказывается, Либертов тогда посетил кто-то, кого Йохан называет «монстром». В Праге Тэнма встречается с генералом Вольфом. В развалинах особняка роз находят многочисленные человеческие останки. Вольф рассказывает Тэнме, как он нашел Йохана на чехословацкой границе и о странном эксперименте, проведенном в особняке роз. По его словам, Ева в руках его бывших напарников, которые пытаются встретиться с Йоханом. Вольф просит Тэнму остановить их, после чего умирает. Нина отправляется на поиски Йохана. Инспектор Рунге выясняет, что Липский — сын Франца Бонапарты. |                                         |                  |

## Спасение Евы Хайнеманн
| 58 | Нежеланная работа «Iyana Shigoto» (いやな仕事)                          | 7 июня 2005 года  |
| Уголовник Мартин получает от некого «человека в очках» задание отвезти Еву Хайнеманн во Франкфурт. Ева получает неограниченные средства, а в обмен на это должна встретиться с кем-то на светском приеме. |                                                                         |                   |
| 59 | Человек, который видел дьявола «Akuma wo mita Otoko» (悪魔を見た男)     | 14 июня 2005 года |
| На одном из приемов Ева опознает Йохана, и «человек в очках» входит в контакт с ним. Ева ему больше не нужна, и Мартин получает приказ убить её. Но вместо этого он решает её спасти. В отеле он встречается с «учеником дьявола», молодым человеком, имитирующим поведение Йохана. В попытке убедить Мартина убить Еву тот раскрывает ему свои планы.                                                                    |                                                                         |                   |
| 60 | Человек, который слишком много знал «Shirisugitia Otoko» (知りすぎた男) | 21 июня 2005 года |
| Мартин помогает Еве сбежать, а сам отбивается от подосланных убийц. Получив тяжелое ранение, он направляется в отель, где остановился Тэнма, чтобу перед смертью успеть передать тому важную информацию о «человеке в очках»: его имя — Петер Чапек, он выжил в эксперименте Особняка Роз. Ева ждет Мартина на вокзале, но вместо него появляется Тэнма и сообщает, что Мартин погиб. Ева принимает решение убить Йохана. |                                                                         |                   |
| 61 | Дверь к воспоминаниям «Kioku no Tobira» (記憶の扉)                      | 28 июня 2005 года |
| Нина пытается вспомнить своё прошлое, её воспоминания странным образом перемешаны с воспоминаниями Йохана. В конце концов Дитер уговаривает её вернуться в Мюнхен к доктору Рейхвейну. Тем временем инспектор Сук и Франц Вердеман допрашивают людей, которым в детстве читал сказки в Особняке роз Франц Бонапарта. Нина, вспомнившая все с помощью гипноза, отправляется во Франкфурт, чтобы спасти Тэнму.              |                                                                         |                   |

## Франкфурт
| 62 | Радостный обед «Tanoshii Shokutaku» (楽しい食卓)                  | 5 июля 2005 года    |
| Тэнму преследует полиция, в попытке скрыться он попадает под машину. Его подбирает зубной врач Милан Колаш. Колаш готовит покушение на Чапека, своего бывшего друга детства, а теперь — «демона», погубившего множество его близких. Тэнме не удается отговорить его. При попытке покушения Колаша убивает охрана Чапека. Нина распознает в Чапеке человека, когда-то отвезшего Йохана в Особняк Роз. |                                                                   |                     |
| 63 | Никак не связанные убийства «Mukankei na Satsujin» (無関係な殺人) | 12 июля 2005 года   |
| Инспектор Вейссбах, в свой последний рабочий день перед пенсией, конвоирует убийцу-рецидивиста. Оказывается, что на преступления этого человека подтолкнула его встреча с Йоханом, сразу после побега того из госпиталя в Дюссельдорфе. Доктор Гиллен допрашивает нескольких маньяков. Становится ясно, что Йохан использовал их в своих целях, встречаясь с ними в парке в пригороде Франкфурта.     |                                                                   |                     |
| 64 | Грусть Детки (赤ん坊の憂鬱)                                       | 19 июля 2005 года   |
| Детка убит вошедшей в его доверие проституткой. Чапек опасается, что следующей жертвой Йохана будет он, и приказывает своим телохранителям взять Нину в заложники, а сам отправляется на свою виллу. Там его поджидает Йохан. По его словам, Франц Бонапарта жив. |                                                                   |                     |
| 65 | Следы Йохана «Yohan no Ashiato» (ヨハンの足跡)                    | 26 июля 2005 года   |
| Люди Чапека пытаются похитить Нину, но ей удается взять их врасплох и заставить их отвезти её к Чапеку. Полиция обыскивает квартиру Колаша незадолго после того, как её покинул Тэнма. «Ученика дьявола»(Кристофа Зиверниха) одновременно выследили Тэнма и Ева. Он рассказывает о том, как познакомился с Йоханом в 511-м детдоме после гибели всех остальных воспитанников.                         |                                                                   |                     |
| 66 | Добро пожаловать домой «Okaeri» (おかえり)                        | 2 августа 2005 года |
| Чапек рассказывает Нине об эксперименте Франца Бонапарты. Тяжело раненый Кристоф указывает Тэнме, где искать Йохана. Нина встречается с Йоханом в заброшенном особняке. |                                                                   |                     |
| 67 | Я дома «Tadaima» (ただいま)                                       | 9 августа 2005 года |
| Йохан рассказывает Нине о том, что он пережил в Особняке Роз. Нина не верит ему и приходит к выводу, что в Особняк отвезли её, а Йохан только повторяет то, что она рассказывала ему. Однако у Йохана есть одно собственное воспоминание… |                                                                   |                     |

## Ругенхейм
| 68 | Ругенхейм «Ruhenheim» (ルーエンハイム)                 | 16 августа 2005 года  |
| Рунге приезжает в тихий провинциальный городок Ругенхейм. Вскоре в городе появляется Гриммер. По их словам, жители города в смертельной опасности. Вместе они обыскивают странный дом на окраине города и находят там множество незаконченных портретов Йохана и Нины. Тем временем в Ругенхейме действительно начинаются странные происшествия.                                                                       |                                                        |                       |
| 69 | Тихий дом «Yasuragi no Ie» (安らぎの家)                | 23 августа 2005 года  |
| По словам Нины, Йохан готовится к «идеальному самоубийству». Тэнма отправляется на происки Бонапарты и выясняет, что тот скрывается в Ругенхейме. Рунге опасается, что жители городка могут стать жертвой массовой истерии. Действительно, наводнение отрезало Ругенхейм от остального мира, а пожилой иностранец начинает раздавать жителям оружие.                                                                   |                                                        |                       |
| 70 | Город массовой резни (殺戮の町)                        | 30 августа 2005 года  |
| В Ругенхейме начинается резня. По всей видимости, её организовали Йохан и Роберто. Их главная цель — Франц Бонапарта, который живет в Ругенхейме под видом владельца небольшой гостиницы. Нина принимает решение отправится в Ругенхейм. Тэнма тоже прибыл туда и пытается эвакуировать мирных жителей. |                                                        |                       |
| 71 | Ярость Штайнера Великолепного (超人シュタイナーの怒り) | 6 сентября 2005 года  |
| Рунге направляется в отель «Бергбах», чтобы остановить Роберто. По пути он встречает Тэнму и признает свою ошибку на его счет. Люди Роберто атакуют отель «Ферштек», принадлежащий Бонапарте. Гриммер в ярости убивает их всех, но и сам получает смертельное ранение и умирает на глазах у Тэнмы и Бонапарты. Нина и доктор Гиллен прибывают в Ругенхейм.                                                             |                                                        |                       |
| 72 | Человек без имени «Namae no nai Otoko» (名前のない男)  | 13 сентября 2005 года |
| Бонапарта рассказывает Тэнме, что он влюбился в мать Йохана и Нины и решил убить всех, кто знал о ней, о близнецах и об эксперименте. Вместе они направляются на поиски Йохана. В отеле «Бергбах» Рунге сражается с Роберто, который оказывается Адольфом Райнхартом, бывшим товарищем Гриммера из 511-го детдома. Нина с доктором Гилленом также преследуют Йохана, план которого вступил в заключительную стадию.    |                                                        |                       |
| 73 | Пейзаж конца света (終わりの風景)                      | 20 сентября 2005 года |
| Тэнма и Бонапарта встречают Йохана перед отелем «Бергбах». Смертельно раненый Рунге Роберто убивает Бонапарту. Тэнма целится в Йохана, но из-за вмешательства Нины не может нажать на спусковой крючок. В Йохана стреляет городской пьяница. В Ругенхейм прибывает полиция и спасатели. Рунге видит раненого в голову Йохана и посылает за Тэнмой, которому ничего не остается, кроме как спасти Йохана во второй раз. |                                                        |                       |

## Финал
| 74 | Настоящий монстр «Hontou no Kaibutsu» (本当の怪物) | 27 сентября 2005 года |
| Прошло несколько лет. Ева нашла работу и бросила пить. Вердеманн добился признания невиновности Гриммера, но так и не смог узнать его настоящее имя. Рунге стал профессором в полицейской академии и помирился с родными. Тэнма вступил в организацию «Врачи без границ» и путешествует по миру. В монастыре на юге Франции он повстречался с матерью Йохана и Нины. Нина защитила диссертацию и планирует стать адвокатом. Йохан после второй операции остался жив, но впал в кому, Тэнма навещает его в больнице. Последние кадры аниме — открытое окно и пустая кровать в палате Йохана. |                                                    |                       |